# P Nation
P Nation (кор. 피네이션, стилизуется как P NATION) — южнокорейская звукозаписывающая компания и агентство по поиску талантов, основанная в октябре 2018 года в Сеуле. Основатель и владелец — певец и музыкальный продюсер PSY.

## История
15 мая 2018 года было объявлено, что PSY покинул YG Entertainment по истечении срока эксклюзивного контракта. 24 января 2019 года он подтвердил, что открыл собственное агентство — P Nation.
23 января 2019 года в Instagram было объявлено что лейбл будет называться P Nation. 24 января стало известно, что Джесси стала первой артисткой, с кем был подписан эксклюзивный контракт. 26 января было объявлено, что эксклюзивные контракты подписали Хёна (бывшая участница 4Minute) и Дон (бывший участник PENTAGON).
8 апреля 2019 года стало известно, что SK Telecom инвестировала 5 миллиардов вон в P Nation и теперь владеет 10% акций компании
17 июля к агентству присоединился Crush, Он покинул агентство Amoeba Culture после истечения шестилетнего контракта.
16 сентября 2020 года контракт с агентством подписала Хейз, а 29 декабря новым артистом агентства стал D.Ark. 20 апреля 2021 года было объявлено, что Penomeco подписал контракт с агентством.
26 апреля  было объявлено, что JYP и P-Nation будут сотрудничать вместе, чтобы сформировать новую мужскую группу через шоу на выживание Loud, премьера которой состоялась 5 июня на SBS. 11 сентября реалити-шоу LOUD со стажерами У Кёнджун, Чхве Тэхун, Чан Хёнсу, Ын Хви, Чон Джунхёк, О Сонджун и Танака Коки подтверждены как участники будущей и первой мужской группы агентства. Однако 24 января 2022 года было объявлено, что Танака Коки не будет дебютировать в составе группы, а продолжит стажироваться в P NATION.
12 ноября было объявлено, что D.Ark расторг контракт с агентством.
29 марта 2022 года было объявлено, что группа P NATION LOUD официально будет называться TNX. Они дебютировали 17 мая со своим первым мини-альбомом Way Up.
6 июля Джесси официально покинула P NATION, решив не продлевать контракт.
29 августа Хёна и Дон официально покинули P NATION, решив не продлевать свои контракты.

## Артисты

### Группы
- TNX

### Сольные исполнители
- Psy
- Crush
- Хейз
- Penomeco
- Swings
- Хваса

## Бывшие артисты

### Сольные исполнители
- D.Ark (2020–2021)[14]
- Джесси (2019—2022)
- Хёна (2019—2022)
- Дон (2019—2022)